# Mare de Déu d'Akita
La Mare de Déu d'Akita és el títol catòlic de la Mare de Déu associat amb una estàtua de fusta venerada pels fidels japonesos que sostenen que sigui miraculós. La imatge és coneguda a causa de les aparicions marianes reportades en 1973 per la germana Agnes Katsuko Sasagawa en l'àrea remota de Yuzawadai, als afores d'Akita, Japó. Els missatges posaven l'accent en l'oració (especialment la recitació del Sant Rosari) i la penitència en combinació amb visions críptics que profetitzaven la persecució sacerdotal i l'heretgia dins de l'Església Catòlica.
Les aparicions eren inusuals en què l'estàtua de la Mare de Déu que plorava van ser transmeses per la televisió nacional japonesa, i van guanyar més notorietat amb la curació sobtada de la discapacitat auditiva experimentada per Sasagawa després de les aparicions. La imatge també es va convertir en afiliada a la devoció a la Mare de Déu de Totes les Nacions, venerada a Amsterdam, amb la qual la imatge comparteix similituds.
L'ordinari del lloc del convent, John Shojiro Ito, bisbe de Niigata, va autoritzar "la veneració de la Santa Mare de Akita" dins de la diòcesis catòlica de Niigata en una carta pastoral de 1984, "a l'espera" del "definitiu judici sobre aquest assumpte", pronunciat per la Santa Seu.

## Antecedents
Durant diverses dècades, Sasagawa s'havia trobat amb molts problemes de salut com a resultat d'una operació d'apèndix mal realitzada i va estar immòbil durant més d'una dècada. La seva salut s'hauria millorat després de beure aigua de Lorda. Després de quedar-se totalment sorda, va anar a viure amb les monges prop de Akita.

## Les aparicions
En 1973, Sasagawa va informar d'aparicions, així com d'estigmes i una estàtua de fusta de la Mare de Déu que es deia que havia plorat en 101 ocasions. Les monges de Yuzawadai també van informar d'estigmes a l'estàtua, així com en les mans de Sasagawa; els estigmes en l'estàtua suposadament van aparèixer abans que comencessin les llàgrimes, i van desaparèixer després de les llàgrimes.
Sasagawa va informar de tres missatges de la Verge el 1973, però es va informar que l'estàtua continuava plorant després. Sasagawa va informar que va escoltar per primera vegada l'estàtua cridant, i després va començar el primer missatge.

### Missatges
Sasagawa va informar que en el primer missatge de la Mare de Déu li va demanar que recités amb ella una oració de reparació, i el 1973 li va dir que la seva sordesa es curaria. Els altres missatges reportats demanaven el rés del rosari i resar Actes de Reparació.
| « | Reseu molt les oracions del Rosari. Només jo sóc capaç encara de salvar-vos de les calamitats que s'acosten. | » |

El segon missatge deia el següent:
| « | Molts homes en aquest món afligeixen el Senyor. Jo desitjo ànimes per consolar-lo per suavitzar la ira del Pare Celestial. Desitjo, amb el meu Fill, ànimes que reparin amb els seus patiments i la seva pobresa els pecadors i els ingrats. | » |

El tercer missatge, comunicat el 13 d'octubre de 1973, va ser descrit pel cardenal Ratzinger com essencialment el mateix que el tercer missatge de la Mare de Déu de Fàtima o Tercer Secret. El tercer missatge de Nostra Senyora de Akita és:
| « | La meva estimada filla, escolta bé el que he de dir-te. N'informaràs al teu superior. Com et vaig dir, si els homes no es penedeixen i milloren a si mateixos, el Pare infligirà un terrible càstig a tota la humanitat. Serà un càstig més gran que el diluvi, tal com mai s'ha vist abans. Foc caurà del Cel i destruirà una gran part de la humanitat... els bons, així com els dolents, sense sacerdots ni fidels. Els supervivents es trobaran tan desolats que envejaran als morts. Les úniques armes que romandran per a vosatres seran el Rosari i el Signe deixat pel meu fill. Cada dia reciteu l'oració del Rosari. Amb el rosari reseu pel Papa, els bisbes i els sacerdots. L'obra del diable s'infiltrarà fins i tot a l'Església de tal manera que un veurà cardenals oposats als cardenals, i bisbes en contra de bisbes. Els sacerdots que em veneren seran menyspreats i tindran l'oposició dels seus confrares... esglésies i altars saquejats; l'Església estarà plena d'aquells que accepten compromisos i el dimoni pressionarà molts sacerdots i ànimes consagrades a deixar el servei del Senyor. El dimoni serà especialment implacable contra les ànimes consagrades a Déu. La idea de la pèrdua de tantes ànimes és la causa de la meva tristesa. Si els pecats augmenten en nombre i gravetat, no hi haurà perdó per a ells. Amb coratge, parleu amb el vostre superior. Ell sabrà com animar a cadascun de vosaltres per pregar i per dur a terme les obres de reparació. El Bisbe Ito, que dirigeix la vostra comunitat. Encara tens alguna cosa per preguntar? Avui és l'última vegada que et parlaré en veu vivent. A partir d'ara obeiràs qui t'enviaré i al seu superior. Reseu molt les oracions del rosari. Només jo sóc capaç encara de salvar de les calamitats que s'acosten. Els que posen la seva confiança en mi, se salvaran. | » |

### Curacions mèdicament confirmades
Sasagawa va ser admesa a la comunitat de les Germanes de Junshin, a Nagasaki.
Sasagawa havia experimentat pèrdua d'audició en la seva oïda esquerre des de feia anys; i va experimentar la pèrdua d'audició de la seva oïda dreta per primera vegada en el de març de 1973 a Myoko, Niigata .
Sasagawa es va traslladar al convent de les Serves de Seitai Hoshikai la Santa Eucaristia de Yuzawadai el 12 de maig de 1973. Els tres missatges de l'estàtua van ser "percebuts pels oïdes sordes de" Sasagawa, mentre que ella era una novícia al convent.
A l'octubre de 1974, Sasagawa va experimentar una millora sobtada de l'audició.Al març de 1975, Sasagawa va començar a "experimenten mals de cap violents" i pèrdua de l'audició.Els diagnòstics de dos exàmens d'audició al març de 1975 va ser la pèrdua de l'audició en ambdós oïdes.
El doctor Sawada de l'Hospital Niigata Rosai a Jōetsu, Niigata, verificà que ella patia una "sordera incurable" i va emetre documents per a què rebés un subsidi estatal.
Dr. Arai de la Divisió d'Ulls i Oïdes l'Hospital de la Creu Roja d'Akita també va verificar la seva sordesa completa.
Al maig de 1982, Sasagawa va experimentar una millora sobtada de l'audició.
Al juny de 1982, Sawada testifica que l'audició de Sasagawa s'havia restaurat completament.
D'acord amb Yasuda, la millora en l'audició es va adonar durant l'examen d'audició de Sasagawa el 1982 no va ser certificada com una "cura miraculosa" per l'hospital.
El 4 d'agost de 1981, una dona coreana amb un tumor cerebral terminal es va curar miraculosament després que amics i familiars van pregar per la intercessió de la Mare de Akita. El seu nom és Teresa Chun Sun Ho. Va rebre visions de Maria relacionades amb els esdeveniments de Akita durant la seva recuperació, mentre que es trobava en el primer estat de coma. La seva malaltia va ser diagnosticada i la cura posterior verificada per professionals de la medicina a Corea del Sud. Yasuda va escriure que d'acord amb Chun i altres pelegrins coreans a l'octubre de 1983, la curació de Chun "va ser declarada miraculosa per autoritats de l'Església de Corea" .

## Els estigmes
Sasagawa «va afirmar haver tingut una experiència estigmàtica similar.» La seva mà esquerra desenvolupà marques de sagnat. Yasuda va escriure que al juny de 1973 «al centre del palmell de la mà [de Sasagawa] havien dues ratlles vermelles en forma d'una creu» que semblaven haver «estat gravades a la pell» i van començar a sagnar als pocs dies. Yasuda va escriure que aquest tipus de ferides «es consideren més sovint com símptomes dels trastorns mentals i generalment ho considerà amb escepticisme» «Havien dos empremtes vermelles en forma d'una creu i que semblaven causar dolor [a Sasagawa] dolor», d'acord amb una monja.

## Estàtua plorant
El palmell de la mà dreta de l'estàtua traspuava un líquid a partir de dues curtes línies d'intersecció.
Va ser descrita com "una marca de color negrós" per una monja. "Hom hagués dit que havia estat traçada amb la punta d'un llapis". "Es podria dir que es van traçar amb una ploma amb tinta de color negre", d'acord amb una segona monja. "En aquestes línies hi ha dos punts més foscos. S'assemblava molt que la tinta s'hagués estès sota l'efecte de la calor. Em vaig dir a mi mateixa que la mestra de novícies havia d'haver parlat d'aquests punts quan va veure el flux de sang a través d'un forat tan gran com la d'una agulla." Una tercera monja, que havia estat la sagristana, descriu que " va veure en el centre del palmell de la mà dreta una ferida en la forma d'una creu s'havia tallat amb una mena de punta d'una fulla."
TV Tokyo Channel 12 va gravar en vídeo l'estàtua que plora al desembre de 1973.
Els tipus de sang de sang a l'estàtua en comparació amb suor i llàgrimes l'estàtua eren diferents.

## Aprovació
Ito va consultar a la Congregació per a la Doctrina de la Fe el 1975.En 1976, Ito va crear una comissió d'investigació, que "va declarar que no estava en condicions de provar els fets sobrenaturals."
El 1978, la congregació per a la Doctrina de la Fe publicà normes per a l'examen de "presumptes aparicions o revelacions."
Després de les normes de 1978 de la congregació per a la Doctrina de la Fe, Ito va demanar una intervenció de la congregació per a la Doctrina de la Fe en 1979 per crear una altra comissió d'investigació per tornar a examinar els fets.
En 1981, la congregació per a la Doctrina de la Fe era "desfavorable davant als esdeveniments" i va respondre que no iniciaria un nou examen. Però, el 1981 la resposta de la congregació per a la Doctrina de la Fe "contenia alguns malentesos", segons Ito, per la qual es va tornar a examinar els fets el 1982 i "va enviar l'expedient complet, augmentada amb els nous fets" a la congregació per a la Doctrina de la Fe.
Ito es va reunir amb funcionaris de la congregació per a la Doctrina de la Fe el 1983, però el cas seguia sent objecte d'examen pla congregació per a la Doctrina de la Fe. Tot i que el cas romania sota examen,  el 22 d'abril de 1984, Ito va escriure que no es va trobar "cap element que sigui contrari a la fe catòlica i la moral" en els esdeveniments i ell també:
- reconeixia "el caràcter sobrenatural d'una sèrie de misteriosos esdeveniments relatius a l'estàtua" al convent.[35]
- autoritzava "la veneració de la Santa Mare de Akita," a de la diòcesi de Niigata, "a l'espera" d'un "judici definitiu sobre aquest assumpte", pronunciada per la Santa Seu.[35]
- distingia que els esdeveniments van ser una revelació privada i no necessària per a la salvació com la revelació pública.[3]

L'agost de 1988, la Unió Catòlica de Notícies d'Àsia informà que Mutsuo Fukushima del servei de notícies Kyodo va escriure que havia acompanyat a Ito a una reunió de juny de 1988 amb Ratzinger. La UCNA va informar que «Ratzinger ha aprovat la veracitat dels missatges de la Mare de Déu a Akita, […] d'acord amb la informació divulgada» de Fukushima. Es va informar que Fukushima va escriure que Ratzinger va dir a Ito que no s'oposava a la carta pastoral d'Ito. Però, segons Yasuda, la congregació per a la Doctrina de la Fe va assegurar a Ito el juny de 1988 «que havia actuat correctament.» Tot i que no s'oposava a la carta pastoral d'Ito, Ratzinger "no va fer cap judici sobre la credibilitat dels esdeveniments." 
| « | L'abril del 1990, el bisbe William Aquino Carew, nunci apostòlic al Japó, en una entrevista a la revista catòlica 30 Dies, va dir que Ratzinger «no ha donat cap judici sobre la fiabilitat o credibilitat sobre els missatges de la Mare de Déu .» | » |

L'arquebisbe de Tòquio Peter Shirayanagi, llavors president de la Conferència Episcopal del Japó, va dir sense embuts: «Els esdeveniments d'Akita ia no poden ser presos seriosament» en un entrevista al 1990 a 30 Dies.
Ito va morir en 1993.
El 1999, l'arquebisbe Ambrose De Paoli, nunci apostòlic al Japó, replicà a la revista catòlica tradicionalista Orde cristià que «La Santa Seu no ha donat cap tipus d'autorització a qualsevol dels esdeveniments o missatges d'Akita.»
«Tot i les afirmacions que el cardenal Ratzinger havia donat l'aprovació definitiva d'Akita el 1988,» la cadena de televisió Eternal World va escriure, en una correcció de 2011, que «no sembla que existeixi cap decret eclesiàstic, com sens dubte ho seria en un cas així.» No obstant això, no hi ha rebuig de "la decisió d'Ito pels seus successors, o per una autoritat superior", de manera que "els esdeveniments d'Akita segueixen tenint l'aprovació eclesiàstica."
En contrast, Thomas J. Craughwell va escriure, a OSV Newsweekly, que «sembla, doncs, que Akita no és una aparició aprovada i les advertències apocalíptiques que hem llegit fa poc no són "dignes de fe".»
Al maig l'any 2016, la Santa Seu "no havia emès una declaració oficial sobre la qüestió."